# Falcon 5
Le Falcon 5 était un projet de lanceur partiellement réutilisable proposé par l'entreprise américaine SpaceX. Au début de 2004, son premier vol était prévu pour le milieu de 2005. Il a finalement été annulé en 2006 au profit du lanceur moyen Falcon 9.
Le premier étage devait être propulsé par 5 moteurs Merlin C d'une poussée totale de 1 890 kN utilisant un mélange oxygène liquide / RP-1. Le second étage, quant à lui, devait être propulsé par un seul moteur Merlin C d'une poussée de 409 kN et utilisant le même mélange.
Si le projet s'était concrétisé, le Falcon 5 aurait été le premier lanceur à réutiliser son premier étage ; il aurait également pu être utilisé pour lancer un engin habité comme la capsule SpaceX Dragon.
Le coût de lancement en orbite terrestre basse est de 4390$ par kg et en orbite de transfert géostationnaire de 17143$ par kg,.

## Caractéristiques techniques

### Les étages du lanceur

#### Le premier étage
La configuration du premier étage à 5 Merlin C et un réservoir unique signifiait que le Falcon V était le premier lanceur américain depuis la Saturn V à offrir une véritable fiabilité de moteur. Selon configuration du vol, le premier étage pouvait perdre jusqu'à trois moteurs et accomplir sa mission. La structure primaire aurait été faite d'un alliage d'aluminium de catégorie spatiale dans une monocoque graduée en instance de brevet, une cloison commune, avec une architecture stabilisée par la pression de vol développée par SpaceX. La séparation des étages se faisait par l'intermédiaire de boulons de séparation à double amorçage et d'un système de poussoir pneumatique. Tous les composants étaient qualifiés pour l'espace et ont volé auparavant sur d'autres lanceurs.

#### Le second étage
Selon les sources le second étage aurait été soit constitué d'un seul moteur Merlin C Vac ou de 2 moteurs Kestrel modifiés.
La structure du réservoir du second étage était en alliage aluminium-lithium (en). SpaceX a trouvé que c'était la masse totale du système la plus basse dans cette application de n'importe quel matériau examiné, y compris les superalliages compatibles avec l'oxygène liquide et les composites. Pour une fiabilité accrue du redémarrage, le moteur avait deux allumeurs redondants. L'hélium était utilisé dans les propulseurs à gaz froid pour le contrôle de l'attitude et la stabilisation du propulseur lorsqu'un redémarrage était nécessaire.

## Réutilisabilité
Le premier étage serait revenu en parachute via un atterrissage dans l'eau, où il serait pris en charge par un navire dans une procédure similaire à celle des boosters de la navette spatiale. Ce sont les prémices de la récupération du premier étage par SpaceX. Le système de récupération de parachute a été construit pour SpaceX par Irvin Parachute Corporation, qui a également construit le système de récupération de rappel de la navette spatiale. Après rénovation, le 1er étage serait réutilisé.